# Gesamtanlage Strümpfelbach

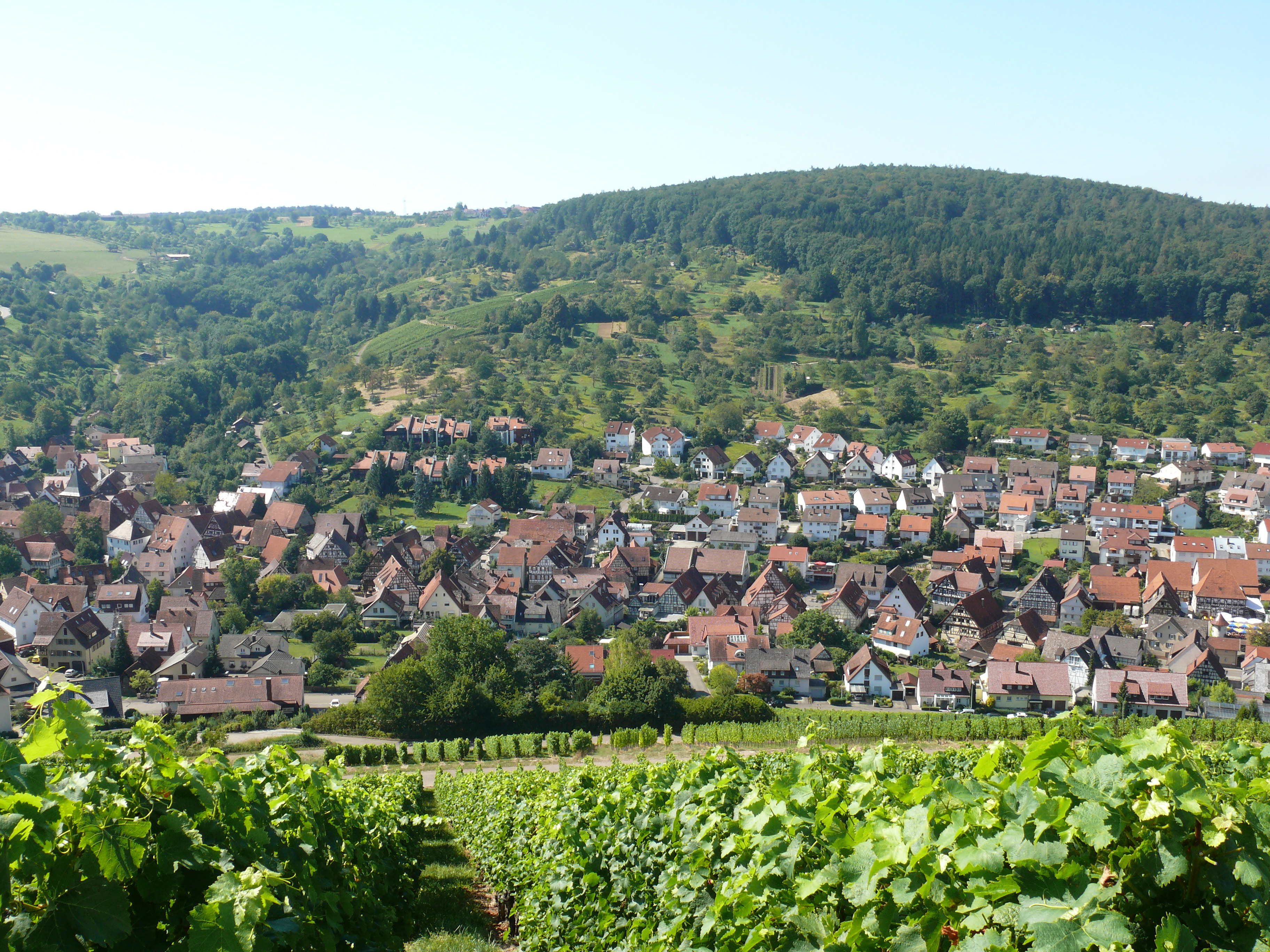
Ortsmitte Strümpfelbach

Die Gesamtanlage Strümpfelbach ist ein denkmalgeschütztes Ensemble in Strümpfelbach, einem Ortsteil der Stadt Weinstadt im Rems-Murr-Kreis in Baden-Württemberg. Geschützt ist seit 1985 die historische Ortsstruktur. 

## Allgemeines
Gesamtanlagen schützen gemäß § 19 Denkmalschutzgesetz Baden-Württemberg Straßen-, Platz- und Ortsbilder, an deren Erhaltung aus wissenschaftlichen, künstlerischen oder heimatgeschichtlichen Gründen ein besonderes öffentliches Interesse besteht. Geschützt ist das überlieferte Erscheinungsbild der Gesamtanlage mit seinen Bestandteilen und Merkmalen. Neben Bauwerken zählen dazu auch Straßen- und Platzräume oder Grün- und Freiflächen. Schützenswert können außerdem die topographische Lage, der Ortsgrundriss oder eine Stadtsilhouette sein. Der Gesamtanlagenschutz umfasst bei Gebäuden nur die von außen sichtbaren Teile; bei Kulturdenkmalen innerhalb der Gesamtanlage, die zusätzlich nach anderen Bestimmungen des Gesetzes geschützt sind, ist darüber hinaus auch das Innere Gegenstand des Denkmalschutzes.

## Beschreibung
Strümpfelbach liegt am Südrand des östlichen Neckarbeckens in einem Seitental der Rems. Durch den kerbtalartig eingetieften Talraum fließt der namensgebende Strümpfelbach. Das nach Osten hin kontinuierlich enger werdende Tal ist im Nordosten von Weinbergen und im Südwesten von großflächigen Streuobstbeständen gerahmt. Diese Südwesthänge sind Teil des Schurwaldes, der das Neckar- und Filstal vom Remstal trennt. Der geologisch vorherrschende Keuper bietet ideale Voraussetzungen für den Weinbau. Bereits bei der Erstnennung Strümpfelbachs im Jahr 1265 erwähnt, bildete der Weinbau bis ins frühe 20. Jahrhundert hinein den Haupterwerbszweig der Bevölkerung. Die Gesamtanlage spiegelt in ihrer historischen Ortsstruktur und Ortsgestalt die Jahrhunderte alte Bedeutung des Dorfes als Weinbauort wider. Neben der markanten Einbettung in die umgebende, von Wein- und Obstbau geprägten Kulturlandschaft, sind als besonderes Charakteristikum des Dorfes die in vielen Fällen auf die Blütezeit des Weinbaus zurückgehenden und somit zwischen 1550 und 1620 erbauten Weingärtnerhäuser zu bezeichnen, womit sich Strümpfelbach heute als ein landesweit überragendes und vielfach gewürdigtes Ensemble darstellt.
Teile der Gesamtanlage Strümpfelbach:

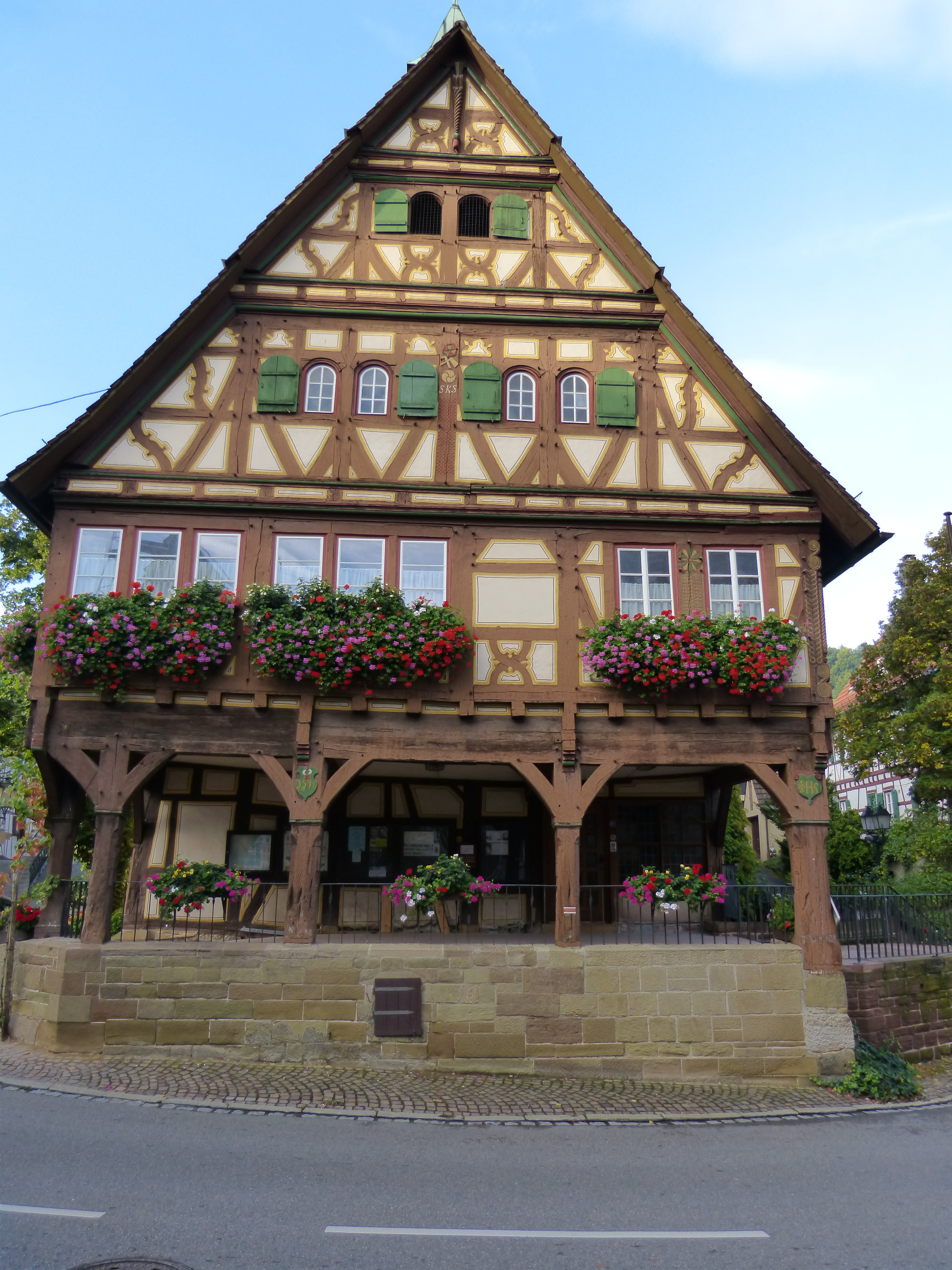
Altes Rathaus
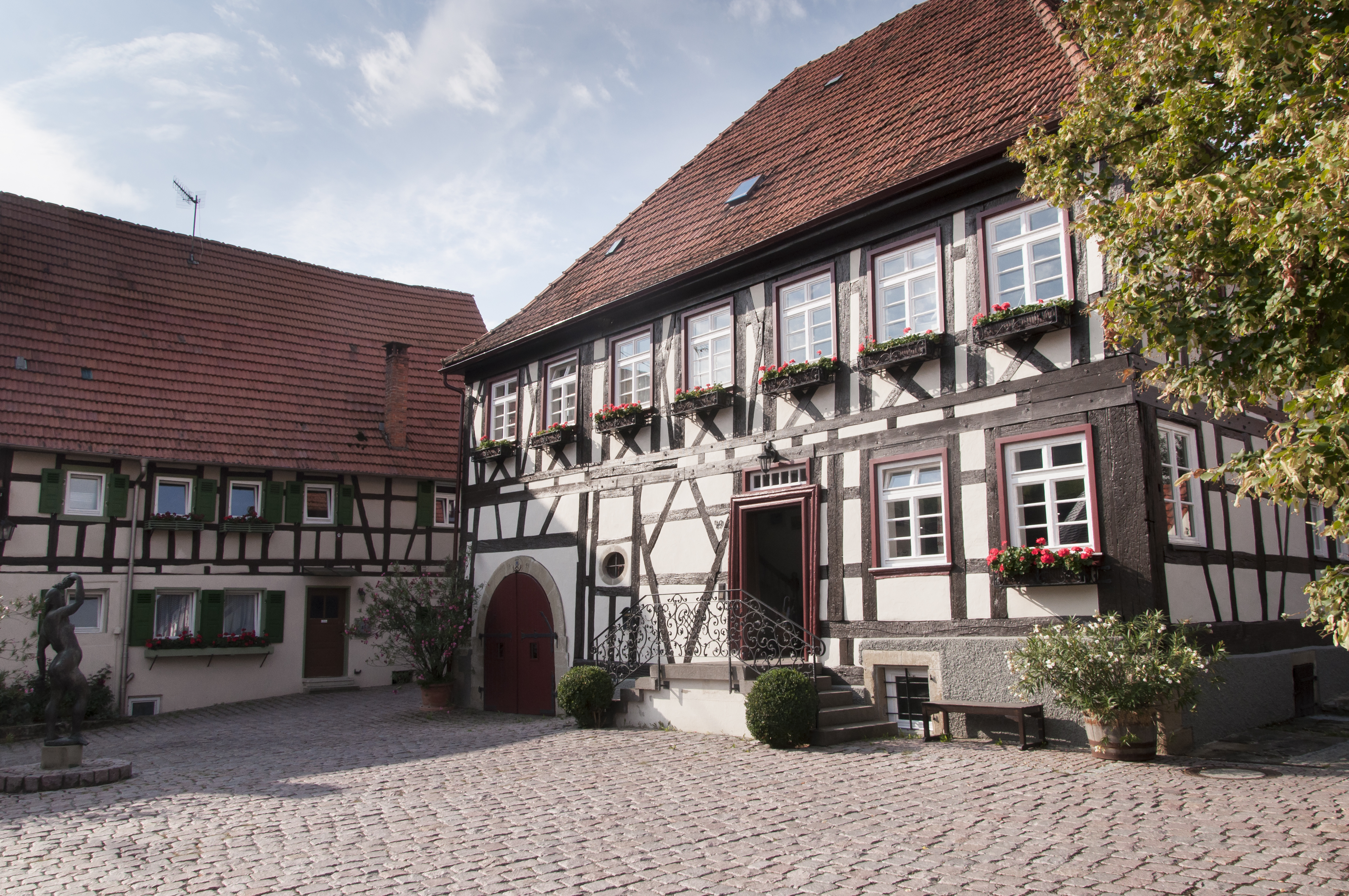
Gebäude Hauptstr. 49